# Charles Paul Émile de Chérisey
Pour les autres membres de la famille, voir Famille de Chérisey.
Charles Paul Émile de Chérisey, comte de Norroy et seigneur de la Touche, dit le « comte de Chérisey », né le 25 janvier 1725 à Metz dans les Trois-Évêchés et mort le 18 janvier 1799 à Poitiers, est un officier de marine et aristocrate français. Il sert dans la Marine royale pendant la deuxième moitié du XVIIIe siècle. Il termine sa carrière, avec les honneurs de chef d'escadre des armées navales du Roi.

## Biographie

### Origines et famille
Fils du marquis Louis de Chérisey (1667-1750) et d'Anne Louise Pagel Paget (†1773), Charles Paul Émile de Chérisey naît le 25 janvier 1725 à Metz dans les Trois-Évêchés. Comme son frère aîné, le futur général Louis Jean François de Chérisey, le jeune Charles Paul Émile se destine très tôt à la carrière des armes.

### Carrière dans la marine du Roi
Il entre à l'âge de 17 ans au service dans la marine  comme  Garde de la Marine à la Cie de Rochefort le 30 juin 1742. Il sert à terre comme aide d'artillerie en Flandre pendant les campagnes de 1742 à 1745 où il prit part au siège d'Ypres et de Furnes; puis combattit et fit naufrage à bord de l'Amphitrite. En 1746,  il fut nommé enseigne de vaisseau , avant de retourner en Flandres en 1747 où il était employé dans l'armée de Lowendal sur l’Escaut, il prenait part au siège de l’Écluse, du fort Frédéric-Henry, de l'Illo et du fort de la Croix.
Alors âgé de 29 ans,  il épouse Louise Madeleine de Cacqueray de Valmenier (1733-1805) le 19 février 1754 à Saint-Xandre en Aunis puis est promu lieutenant de vaisseau en 1756 au début de la guerre de Sept Ans puis capitaine de frégate en 1764 quelques mois après la fin de ce même conflit.
En 1771, il est promu capitaine de vaisseau. C'est en cette qualité qu'il prend part à la guerre d'indépendance des États-Unis. Au mois de mai 1779, le comte d'Orvilliers sort du port de Brest avec 30 vaisseaux de ligne, et se rend à la hauteur de La Corogne, où 35 vaisseaux espagnols devaient se rallier à son pavillon. Mais ces vaisseaux se font longtemps attendre  et pendant les trois mois qu'il reste en croisière sur les côtes d'Espagne, son armée est décimée par le scorbut, conduisant à la perte de la moitié de ses équipages. Au sein de cette flotte, le comte de Chérisey commande Le Scipion, vaisseau de 74 canons.
Forte de 65 vaisseaux, la flotte franco-espagnole rassemblée remonte dans la Manche avec l'intention débarquer en Angleterre près des ports de Portsmouth et Plymouth. Mais, après avoir vainement lutté, pendant plus de quinze jours, avec des vents contraires, il est obligé de renvoyer plusieurs de ses vaisseaux, qui ne pouvaient plus manœuvrer, faute d'équipages (décimés par le scorbut).
Le 11 juillet 1777, le Prothée frégate de 64 feux, de l'escadre de M. du Chaffault, composée de neuf vaisseaux chargés d'armes, de munitions et de volontaires de toutes armes à destination de l'Amérique et commandé par le capitaine de vaisseau de Chérisey quitte Brest avec pour destination affichée le golfe de Guinée. En réalité, la frégate fait route avec l'Amphytrite commandée par M. de Juffaud et la Renommée sous les ordres de M. de Verdun de La Cresne vers les îles du Vent et la Martinique. Ces frégates ont pour mission de protéger le commerce de ses habitants, celui des Américains  et de molester celui des Anglais afin d'affaiblir leurs positions en Amérique. Cette escadre avait aussi pour objet de favoriser l'arrivée des convois partis de France .
Le 23 juin 1781, dix-huit vaisseaux partent de Brest sous les ordres du comte de Guichen pour aller se ranger à Cadix sous ceux de don Luis de Córdova, dans le but d'intercepter les convois anglais. Chérisey commande à cette occasion L’Invincible, de 110 canons. de Le 21 juillet, l'armée combinée croise à hauteur d'Ouessant. Cette croisière est sans résultat, car le mois de septembre arrivant, la crainte du mauvais temps incite le généralissime espagnol à rentrer à Cadix, et Guichen à Brest.
Après une brillante carrière, le capitaine de vaisseau Charles Paul Émile de Chérisey est finalement promu chef d'escadre dans la marine royale, le 12 janvier 1782. Il aura pris part à dix-sept campagnes tant sur terre que sur mer s'est trouvé à quatre sièges à une descente et à cinq combats sur mer .
Au titre de commandant de la compagnie des gardes de la Marine à Rochefort, il reçoit une pension de 1 000 livres sur le Trésor royal. Pour sa participation à la guerre d'indépendance des États-Unis, il reçoit aussi la croix de Chevalier de l'Ordre de Cincinnati. Il est élu député de la noblesse pour représenter la sénéchaussée de Saintonge aux États généraux de 1789. Le comte Charles Paul Émile de Chérisey décède à l'âge de 73 ans, le 18 janvier 1799 (28 nivôse An VII), à Poitiers dans la Vienne.

### Sources et bibliographie
- Mercure de France, Paris, chez Panckoucke, 1781 (lire en ligne), p. 54
- État nominatif des pensions sur le trésor royal… par ordre de l'assemblée nationale, t. II, Paris, Imprimerie nationale, 1790, 101 p. (lire en ligne)
- Émile Auguste Nicolas Jules Bégin, Biographie de la Moselle : ou, Historie par ordre alphabétique de toutes les personnes nées dans ce département, qui se sont fait remarquer par leurs actions, leurs talens, leurs écrits, leurs vertus, ou leurs crimes, vol. 1, Metz, Verronnais, 1829, 587 p. (lire en ligne), p. 264
- Léon Audebert de La Morinerie, La Noblesse de Saintonge et d'Aunis convoquée pour les Etats-Généraux de 1789, Paris, J.B. Dumoulin, 1861, 343 p. (lire en ligne)